# Pileu
Pileu (en grec antic Πύλαιος) era, segons la mitologia grega, fill de Letos, un descendent de Pelasg, del que deriva l'epònim "pelasgs". Va ser un dels caps aliats dels troians a la Guerra de Troia, i gairebé sempre se'l cita juntament amb el seu germà Hipòtous. Comandaven un contingent de pelasgs vinguts de Larissa.
Segons Dictus Cretenc, van morir junts en la batalla, i segons el poeta Ausoni van ser enterrats tots dos junts "en un jardí". Estrabó, en els seus comentaris sobre aquest passatge d'Homer, diu que segons una tradició local de Lesbos, Pileu també va comandar les tropes procedents d'aquella illa, i a Lesbos hi ha una muntanya que ho commemora.
Pileu era també un dels sobrenoms d'Hermes.